# Sven Bergström (ingenjör)
Sven Gabriel Bergström, född 14 december 1919 i Eds församling, Västernorrlands län, död 24 juni 1990, var en svensk väg- och vattenbyggnadsingenjör.
Bergström, som var son till kyrkoherde Gabriel Bergström och Emma Markstedt, utexaminerades från Kungliga Tekniska högskolan 1942, blev teknologie licentiat 1945 samt teknologie doktor och docent i stål- och betongkonstruktioner vid Kungliga Tekniska högskolan 1951. Han var anställd vid Vattenfallsstyrelsen 1942–1945, på Kungliga Tekniska högskolans institution för brobyggnad 1943–1945, vid Cement- och betonginstitutet 1945–1964, chef för kontaktavdelningen där 1953–1964 samt blev professor i byggnadsmateriallära vid Lunds tekniska högskola 1964 och chef för Cement- och betonginstitutet i Stockholm 1972. Han invaldes som ledamot av Kungliga Ingenjörsvetenskapsakademien 1970.